# Sabrina Lloyd
Sabrina Lloyd (* 20. November 1970 in Fairfax, Virginia) ist eine US-amerikanische Schauspielerin.

## Leben und Karriere
Sie begann ihre Schauspielkarriere im Alter von zwölf Jahren auf lokalen Theaterbühnen. Mit 15 Jahren zog sie für ein Jahr nach Brisbane in Australien, um sich bei der Brisbane Royal Theatre Company ausbilden zu lassen.
Bevor sie als Schauspielerin ihren Lebensunterhalt bestreiten konnte, arbeitete sie als Barkeeperin. Ihre erste große Rolle spielte sie 1992 in einer Episode der Krimiserie Law & Order. Drei Jahre später erhielt sie eine Hauptrolle in der Fernsehserie Sliders – Das Tor in eine fremde Dimension, die sie zwei Jahre spielte. Auch in der Serie Sports Night gehörte sie zwei Jahre lang zur Hauptbesetzung, ehe sie 2005 eine Staffel lang in der Krimiserie Numbers – Die Logik des Verbrechens zu sehen war. Sie ist verheiratet und hat ein Kind.
Neben der Schauspielerei malt sie Bilder.

## Filmografie (Auswahl)
- 1988: Superboy (Fernsehserie, 1 Folge)
- 1989: Mein lieber Biber (Still the Beaver, Fernsehserie, 1 Folge)
- 1992: Law & Order (Fernsehserie, 1 Folge)
- 1992: More Than Friends (Fernsehserie)
- 1992: Im Strudel der Begierde (Chain of Desire)
- 1992: Sexy Sheryl – Ein heißer Sommer (That Night)
- 1993: Der Kidnapper (Father Hood)
- 1993: CBS Schoolbreak Special (Fernsehserie, 1 Folge)
- 1994: Lifestories: Families in Crisis (Fernsehserie, 1 Folge)
- 1994: Iris (Kurzfilm)
- 1998: Live Free and Die
- 1995–1999: Sliders – Das Tor in eine fremde Dimension (Sliders, Fernsehserie, 48 Folgen)
- 1998–2000: Sports Night (Fernsehserie, 45 Folgen)
- 2000: Madigan Man (Fernsehserie, 5 Folgen)
- 2001: On Edge
- 2001: Wanderlust
- 2002: Couples (Fernsehfilm)
- 2003: Dopamine
- 2003: Ed – Der Bowling-Anwalt (ED, Fernsehserie, 11 Folgen)
- 2004: My Sexiest Mistake (Fernsehfilm)
- 2004: Something for Henry (Kurzfilm)
- 2004: Melinda und Melinda (Melinda and Melinda)
- 2004: The Breakup Artist
- 2004: The Sisters of Mercy (Kurzfilm)
- 2004: DeMarco Affairs (Fernsehfilm)
- 2005: The Girl from Monday
- 2005: Numbers – Die Logik des Verbrechens (Numb3rs, Fernsehserie, 13 Folgen)
- 2005: Charlie’s Party
- 2006: Vater wider Willen (The Last Request)
- 2007: Racing Daylight
- 2008: Wainy Days (Fernsehserie, 1 Folge)
- 2008: Universal Sings
- 2010: Hello Lonesome
- 2013: The Pretty One